# Épinal-Ouest (tổng)
Tổng Épinal-Ouest là một tổng của Pháp, tọa lạc tại tỉnh Vosges trong vùng Lorraine của Pháp.

## Phân chia hành chính
Tổng Épinal-Ouest được chia thành 12 xã:
- Chantraine
- Chaumousey
- Darnieulles
- Domèvre-sur-Avière
- Dommartin-aux-Bois
- Épinal (một phần của xã)
- Fomerey
- Les Forges
- Girancourt
- Golbey
- Renauvoid
- Sanchey
- Uxegney

## Hành chính
| Giai đoạn | Ủy viên   | Đảng | Tư cách            |
| --------- | --------- | ---- | ------------------ |
| 1994-2014 | Yvon Eugé | DVD  | thị trưởngs Forges |

## Biến động dân số
| 1968                                         | 1975 | 1982 | 1990   | 1999   |
| -------------------------------------------- | ---- | ---- | ------ | ------ |
| -                                            | -    | -    | 32 798 | 33 142 |
| Số liệu từ năm 1968: Dân số không tính trùng |      |      |        |        |